# Clubs créés en 1848

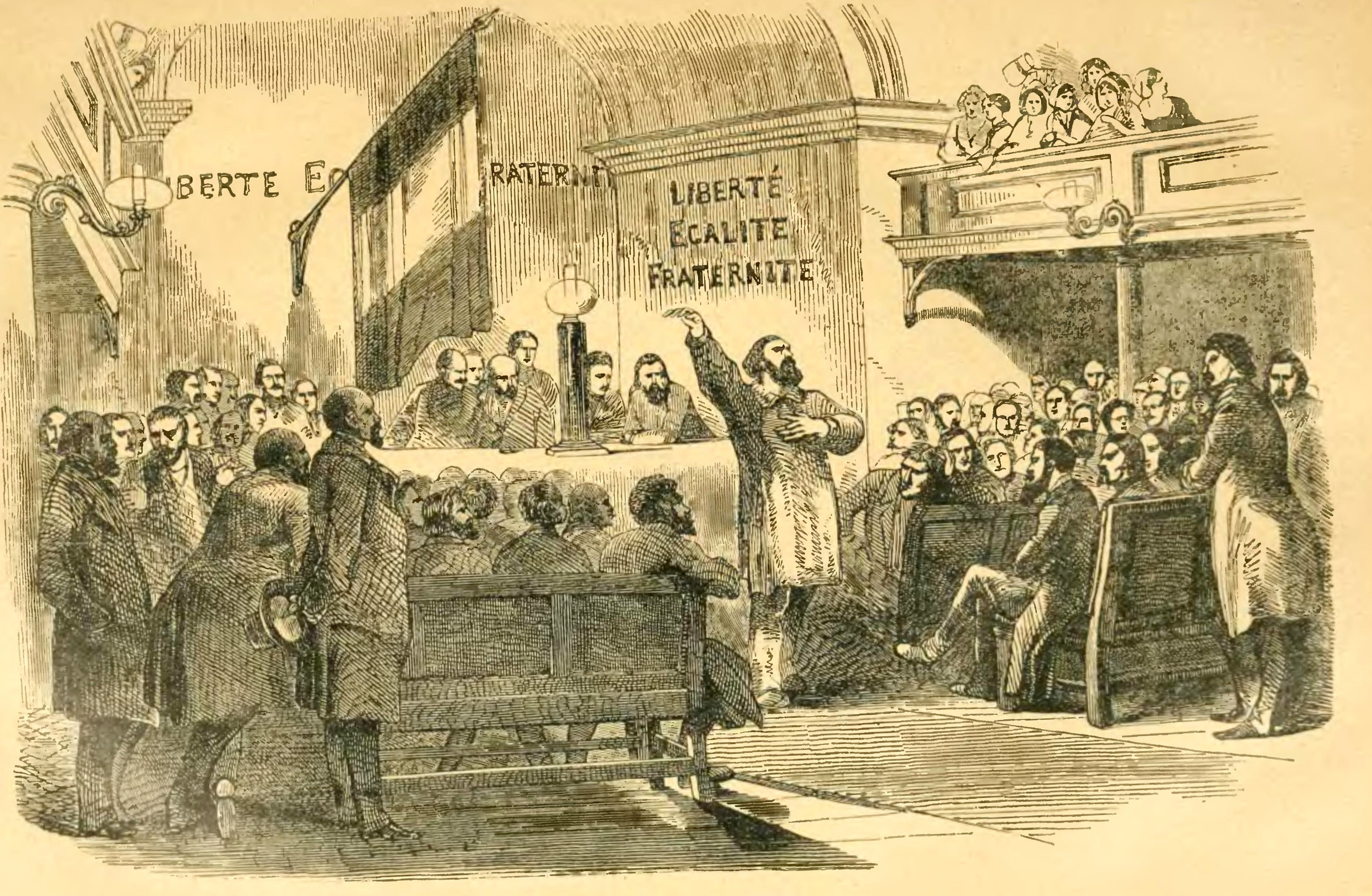
"Intérieur d'un club", illustration d'un club de 1848 issue de lHistoire socialiste, 1908, vol. 9, p. 37.

Le mouvement des clubs de 1848 est un phénomène des plus notables qui marque les premiers mois de la Seconde République. Les Clubs créés en 1848, sont des clubs politiques et jouent un rôle majeur, avec la presse, dans la politisation massive de la population.

## Description
À la suite de la révolution de février 1848 et la mise en place de la seconde république, le 24 février 1848, un vent de liberté politique souffle sur la France, surtout sur Paris où la presse libre crée de nombreux journaux et où les clubs foisonnent pour toutes les opinions et dans tous les quartiers.
Il y a eu près de 450 clubs politiques à Paris ; ils représentent le regroupement de plusieurs personnes d'un même courant et idées politiques ; ce sont des clubs intellectuels, professionnels et de quartiers qui se font entendre par des discours et discussions.
Mais avec leurs revendications sociales et leurs insurrections organisées principalement par les socialistes blanquistes comme celle du 15 mai 1848 à l'assemblée de Paris, et à la suite de l'arrivée du parti de l'ordre avec Louis Napoléon Bonaparte, le 19 juin 1849 est créée la loi anti-clubs qui institue au gouvernement le droit d'interdire les clubs politiques.

### Clubs socialistes
- La société fraternelle centrale fondée par Étienne Cabet : socialiste français, partisan de la Charbonnerie en 1830, il participe à la révolution de 1830 mais il opte pour la république et fonde le journal "Le Populaire". Il émigre en Angleterre et subit l'influence d'Owen. Il prône un communisme pacifique et utopique avec un rôle primordial de l'État avec comme devise « à chacun selon ses besoins ».

- Le club des amis du peuple fondé par Raspail : membre de la Charbonnerie, combattant en juillet 1830, il adhère à plusieurs clubs républicains et fonde le Réformateur. En 1848 il est l'un des premiers à réclamer la république. Il est arrêté lors de la manifestation du 15 mai 1848.

- Le club de la révolution fondé par Armand Barbès : un des chefs de l'opposition républicaine après 1830. À la tête de l'insurrection de 1839, il est arrêté et emprisonné jusqu'en 1848. Il siège à l'assemblée comme député d'extrême gauche, il est accusé d'avoir organisé l'insurrection du 15 mai et de nouveau emprisonné.

- Le club lycée des prolétaires

- Le club des travailleurs libres

Ces clubs socialistes veulent instruire le peuple, organiser une action sociale et politique. Celui que le Gouvernement provisoire redoute le plus est un club plutôt communiste : 
- Le club de la société républicaine centrale appelé aussi Club Blanqui en février 1848. Louis Auguste Blanqui, protégé par de "vieux condamnés politiques, hommes d'énergie" qui "repoussent violemment ceux qui veulent l'assiéger", peut "remuer d'effroi"[2] son assemblée.

### Clubs radicaux
- club de la Sorbonne

- club de la montagne avec Alphonse Esquiros

- le comité central républicain fondé en mars 1848 avec Baudin : médecin républicain, élu député de l'Ain en 1849

- club républicain de Houssard en mars 1848

- club des francs républicains en mars 1848 avec Dépouilly

### Clubs de femmes
Il y avait aussi les femmes qui créent les clubs pour faire entendre leurs revendications sociales et leur volonté d'émancipation:
- Club fraternel des lingères avec Désirée Gay
- Société de la voix des femmes avec Eugénie Niboyet